# Bahnhof Tain

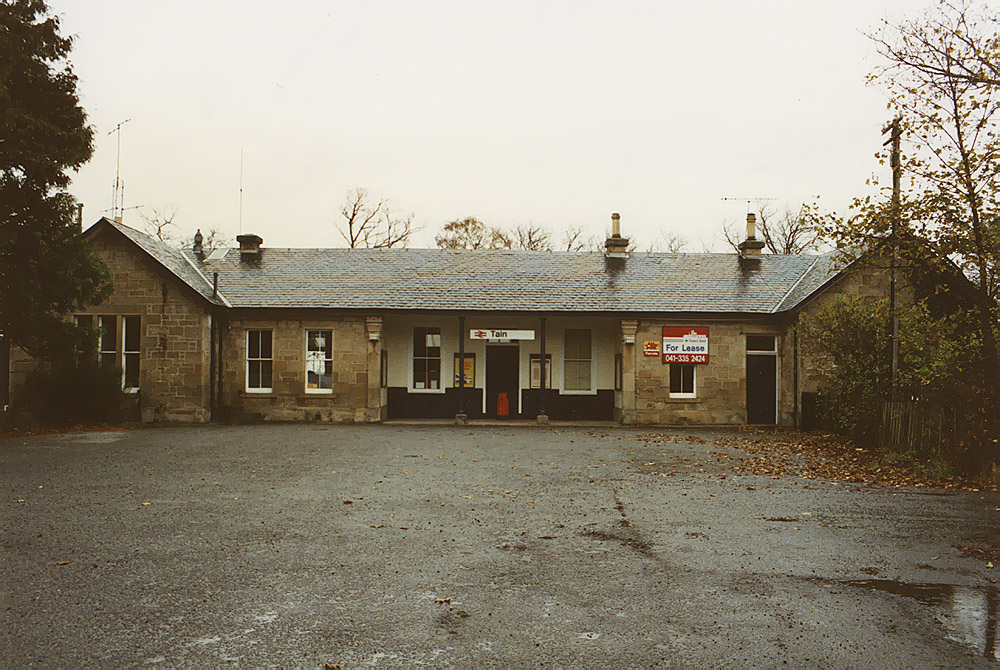
Hauptgebäude, Stadtseite

Der Bahnhof Tain ist ein Durchgangsbahnhof am Nordrand der schottischen Kleinstadt Tain.

## Lage
Der Bahnhof wurde 1864 von der Inverness and Aberdeen Junction Railway, die 1865 in der Highland Railway aufging, eingerichtet. Er liegt an der Far North Line, der nördlichsten Eisenbahnstrecke des Vereinigten Königreiches. Die nächstgelegenen Bahnhöfe an der Strecke sind in südlicher Richtung der Bahnhof Fearn, in nördlicher Richtung der nicht mehr bediente Bahnhof Meikle Ferry, sowie, als nächster noch in Betrieb befindlicher, derjenige von Ardgay. Für die Fahrgäste steht jeweils ein Bahnsteig auf jeder der beiden Seiten der eingleisigen Strecke zur Verfügung. Verbunden sind sie durch eine Fußgängerbrücke mit Treppen und einem diagonalförmigen Schutzgitter zu beiden Seiten.

## Bahnhofsgebäude
Das nicht mehr für Bahnzwecke verwendete, einstöckige Bahnhofsgebäude aus dem Jahre 1864 ist aus grob behauenen Natursteinen erbaut und unverputzt. Der Grundriss ist H-förmig: zwei quer zur Strecke stehende Teile sind durch einen Längsbau verbunden, in dessen Mitte sich die Bereiche für die Passagiere befanden. Der stadtseitige Zugang ist zurückgesetzt und mit einem steinernen Pilaster auf jeder Seite flankiert, das durchgezogene Dach wird hier von zwei gusseisernen Säulen gestützt. Auf der Gleisseite bietet ein Vordach auf der gesamten Länge zwischen den Querbauten wartenden Fahrgästen Schutz, auch dieses wird von gusseisernen Säulen, sechs an der Zahl, getragen.
Die Querbauten weisen sowohl auf der Stadt- als auch auf der Gleisseite jeweils drei unmittelbar nebeneinander liegende schmale, hohe Fenster auf, die zum Öffnen vertikal verschoben werden können. Auf der Schienenseite sind sie jeweils mit einem gemeinsamen Ziergiebel bekrönt. Das Dach des Komplexes besteht aus Schiefer und weist zwei Kreuzgiebel auf. Seit 1978 ist das Gebäude als Listed Building der Kategorie B eingetragen, es steht somit unter Denkmalschutz. 